# Comune urbano di Alytus
Il comune urbano di Alytus è uno dei 60 comuni della Lituania, situato nella regione della Dzūkija.